# Dvorište (Gradsko)
Dvorište (makedonsky: Двориште) je vysídlená vesnice v Severní Makedonii. Nachází se v opštině Gradsko ve Vardarském regionu.

## Historie
Oblast okolo Dvorište byla osídlena od pozdní antiky, o čemž svědčí nedaleké naleziště zvané Klepa.
Podle osmanských záznamů z roku 1873 zde bylo 24 domácností a žilo zde 106 obyvatel makedonské národnosti.
Podle záznamů Vasila Kančova z roku 1900 zde žilo 150 makedonských křesťanů.
Vesnice byla vysídlena v 80. letech 20. století. V roce 1981 zde žili podle sčítání lidu poslední 2 obyvatelé.